# هارتسوگنبورگ
هارتسوگنبورگ (به آلمانی: Herzogenburg) یک شهر در اتریش است که در ناحیه زانکت پولتن-لاند واقع شده‌است. هارتسوگنبورگ ۷٬۷۳۸ نفر جمعیت دارد.